# Битва при Мантинее (418 до н. э.)
Битва при Мантинее (418 год до н. э.) — сражение между спартанцами и войсками коалиции Афин, Аркадии и Аргоса.

## Предшествовавшие события
Пелопоннесская война, начавшаяся в 431 году до н. э., закончилась перемирием (Никиев мир) в 422 году до н. э. Перемирие не решило основных противоречий, вызвавших войну, и было встречено союзниками Спарты, особенно Коринфом и Фивами, резким неодобрением. Центром антиспартанских настроений стал демократический Аргос, вокруг которого начали объединяться противники Спарты — дружественная Афинам Ахайя, Мантинея и Элида.
Аргос, пытаясь присоединить к союзу Эпидавр, начал с ним войну. Под предлогом того, что союз не выполняет взятых на себя обязательств, от вхождения в него отказался Коринф.
Заметную роль в пелопоннесских событиях сыграл Алкивиад, который был избран стратегом и с небольшим отрядом афинских гоплитов и лучников прибыл в Пелопоннес. Он убедил жителей Патр в Ахайе построить длинные стены до моря, оказал помощь аргосцам в войне против Эпидавра и переправил в Пилос илотов, чтобы они тревожили спартанцев.
Спартанцы, увидев, что их эпидаврийские союзники поставлены в тяжёлое положение, а остальные пелопоннесские города ненадёжны или отпали от них, предприняли ответные меры. Они летом следующего года выступили в поход против Аргоса с крупными силами во главе с царём Агисом II. К ним присоединились контингенты из Тегеи и некоторых других аркадских городов, беотийцы, коринфяне, эпидаврийцы, сикионцы, мегарцы, пелленцы, а также всё ополчение Флиунта, который был назначен местом сбора войск. Со своей стороны аргосцы, присоединив войска мантинейцев и элейцев, выдвинулись им навстречу. Оба войска встретились на Немейской дороге.
Битва, однако, не состоялась — после коротких переговоров командующие обеих сторон заключили перемирие на 4 месяца, несмотря на резкое недовольство воинов обеих армий (аргосского стратега Фрасила даже побили камнями, а его имущество — конфисковали). Перемирие не было признано союзниками аргосцев, и с прибытием афинского контингента военные действия возобновились. Общее войско выступило против аркадского Орхомена, окружило его и принудило к сдаче. Спартанцы, тоже возмущённые перемирием, хотели сурово наказать царя Агиса, но потом приставили к нему надзор из десяти спартиатов, без которого он не имел права совершать военные походы.
Следующий удар союзных сил был направлен на Тегею. Сдача города несла серьёзную угрозу Спарте — в этом случае от неё отпали бы многие её союзники, что поставило бы Спарту в очень тяжёлое положение. Спартанцы немедленно выступили на помощь осаждённому городу, выставив около 4 тыс. спартиатов, тысячу неодамодов, а также вызвав союзные контингенты коринфян, беотийцев, фокейцев и локрийцев.
Приступив к активным действиям, Агис начал с разорения вражеской территории, чтобы вынудить противника пойти на генеральное сражение для ее защиты. Но спартанцы прибыли слишком поздно, когда сезон жатвы почти закончился, и эта тактика не возымела ожидаемого действия.
Аргосцы и их союзники, заняли позицию на холме около Мантинеи, ожидая наступления спартанцев. Агис не решился атаковать врага до прихода своих союзников. Он отступил к реке и стал отводить её в мантинейскую область. Эта река между Тегеей и Мантинеей причиняла много вреда местности, по которой текла, поэтому царь решил, что аргосцы сойдут с холма, и он вступит с ними в сражение на равнине. Аргосцы же подумали, что спартанцы опять отступили, что придало им уверенность в своих силах.

## Ход сражения
На следующий день аргосцы снова двинулись на спартанское войско. Спартанцы, отведя реку, направились обратно к Мантинее и столкнулись с аргосцами, уже развернувшимися в боевой порядок. Однако они тоже быстро построились и пошли в атаку.
На правом крыле спартанского войска стояли аркадские союзники (тегейцы, меналийцы и герейцы). По центру во главе с царем были выстроены их отборные войска. На левом фланге были гоплиты-илоты, ветераны халкидской кампании, ранее сражавшиеся против афинян под началом Брасида, и отборный лох скиритов. Спартанская конница стояла на обоих флангах.
На левом фланге аргосской армии находился отряд в тысячу афинян, их конница, и ополчение двух городков Арголиды — клеонцы и орнейцы. По центру стояли аргосцы, в том числе тысяча их отборных воинов. На почётном правом фланге были выстроены мантинейцы и небольшое количество аркадских союзников.
Фукидид в своей «Истории» сообщает, что не может сообщить численность войск обеих сторон, так как сведения либо официально скрываются (спартанцы), либо не заслуживают доверия (их противники). Но численность спартанцев можно оценить в 9 тыс. человек (3,5 тыс. спартиатов, 600 скиритов, 2 тыс. неодамодов, 3 тыс. тегейских союзников и кавалерия). Численность аргосцев можно оценить в 8 тыс. человек: 3 тыс. аргосцев, 1 тыс. афинян, 2 тыс. мантинейцев, 1 тыс. аркадян, 1 тыс. клеонийцев, орнейцев, эгинян и других союзников и кавалерии)
Сражение было ожесточенным и кровопролитным. Натиск спартанцев опрокинул аргосцев, после чего спартанцы ударили во фланг афинянам. С другого фланга афинян атаковали обошедшие их аркадцы и спартанская конница. На левом фланге скириты, неодамоды и воины Брасида некоторое время сдерживали натиск мантинейцев, но побежали, когда в образовавшийся разрыв фаланги врезалась тысяча лучших аргосских воинов и атаковала неодамодов во фланг. Агис, видя поражение своего левого крыла, прекратил преследование афинян, развернулся и двинулся на гнавшихся за скиритами и неодамодами мантинейцев и аргосцев. Те прекратили наступление и отступили к Мантинее. Разбитые аргосцы и афиняне также отступили. Спартанцы, одержав окончательную победу, прекратили преследование потерпевшего поражение противника.
Потери аргосцев составили 500 гоплитов убитыми. Клеонцы и орнейцы потеряли по 100 гоплитов. У афинян пали в сражении двести воинов и оба стратега (Никострат и Лахет). Мантинейцы потеряли 200 гоплитов.
Потери войска Пелопоннесского союза составили примерно 300 гоплитов — в основном неодамодов и воинов Брасида.

## Последствия битвы
Аргосцы были вынуждены прекратить войну с Эпидавром, выдать всех заложников своим противникам, а также заключить мир со Спартой на 50 лет.
Поражение антиспартанской коалиции привело к её распаду. В её городах к власти пришли олигархические круги, а большинство его членов снова вошли в Пелопоннесский союз.